# John Edwards (Kentucky)
John Edwards, född 1748 i Stafford County, Virginia, död 1837 nära Paris, Kentucky, var en amerikansk politiker.
Edwards flyttade 1780 till en del av Fayette County som numera hör till Bourbon County. Han var ledamot av Virginia House of Delegates, underhuset i Virginias lagstiftande församling, 1781–1783, 1785 och 1786. Han deltog i konventet som hölls för att diskutera den föreslagna staten Kentuckys gränser. Han deltog sedan i Kentuckys första konstitutionskonvent år 1792.
Kentucky blev 1792 USA:s 15:e delstat och till de två första senatorerna valdes Edwards samt John Brown. Båda var motståndare till George Washingtons regering. Edwards efterträddes 1795 av Humphrey Marshall.
Edwards var 1795 ledamot av Kentucky House of Representatives, underhuset i Kentuckys lagstiftande församling. Han var sedan ledamot av delstatens senat 1796–1800.
Edwards var frimurare. Han gravsattes på familjekyrkogården i Bourbon County.